# Göte Long
Göte Ragnar Konrad Long, född 1 oktober 1914 i Karlskrona amiralitetsförsamling, Karlskrona, död 25 juni 1993 i Karlskrona stadsförsamling, Karlskrona, var en svensk målare.
Han var son till tackelarbetaren Axel K. Long och Albertina Berg. Long studerade sporadiskt konst vid Konstfackskolan, Otte Skölds målarskola, Ollers målarskola och vid en målarskola i Paris men var som konstnär huvudsakligen autodidakt och bedrev självstudier under resor till Paris, Provence, Bornholm, Marocko och Teneriffa. Separat ställde han ut på Galerie Æsthetica och i Norrköping. Tillsammans med Folcke Löwendahl och Folke Jupiter ställde han ut i Örebro konsthall 1954. Under sina studieresor passade han på att ställa ut i Puerto de la Cruz och S:ta Cruz de Tenerife. Hans konst består av stilleben, figurkompositioner, stadsmotiv och landskap från Spanien, Marocko och Kanarieöarna i olja, pastell och akvarell. Long är representerad vid Nationalmuseum, Örebro läns museum, Sjöhistoriska museet, Faluns konstmuseum och Institut Tessin i Paris.